# Ursula (planetoïde)
(375) Ursula is een grote planetoïde in een baan om de zon, in de planetoïdengordel tussen de banen van de planeten Mars en Jupiter. Ursula heeft een ellipsvormige baan, die ongeveer 16° helt ten opzichte van de ecliptica. Tijdens een omloop varieert de afstand tot de zon tussen de 2,808 en 3,448 astronomische eenheden.

## Ontdekking
Ursula werd op 18 september 1893 ontdekt door de Franse astronoom Auguste Charlois in Nice. Charlois ontdekte in totaal 99 planetoïden. Op dezelfde avond ontdekte hij behalve Ursula ook (374) Burgundia en (376) Geometria.

## Eigenschappen
Ursula wordt door spectraalanalyse ingedeeld bij de C-type planetoïden. C-type planetoïden hebben een relatief laag albedo (en daarom een donker oppervlak) en zijn rijk in organische verbindingen. Ursula draait in 16,8 uur om haar eigen as.
Uit een sterbedekking in 1984 is berekend dat de planetoïde een diameter van 216±10 km heeft. Daarmee is het een van de grotere objecten in de planetoïdengordel.